# Volo Sterling Airways 296
Il 14 marzo 1972, il volo Sterling Airways 296 si schiantò contro un crinale montuoso durante l'avvicinamento a Dubai presso Al Hail, Fujaira, negli Emirati Arabi Uniti. Il volo 296 era un volo charter partito da Colombo e diretto a Copenaghen con scali intermedi a Mumbai, Dubai e Ankara. Tutti i 112 passeggeri e l'equipaggio a bordo morirono nello schianto attribuito a un errore del pilota. Il volo era operato da un Sud Aviation Caravelle, registrato come OY-STL. Ad oggi, si tratta del peggior disastro aereo che abbia coinvolto un Caravelle e del peggior disastro aereo nella storia degli Emirati Arabi Uniti insieme al volo Gulf Air 771.

## L'aereo
L'aereo coinvolto era un Sud Aviation SE-210 Caravelle 10B3 (numero di serie 267), costruito nel maggio 1970 che effettuò il suo primo volo il 10 maggio dello stesso anno. L'aereo venne consegnato alla Sterling Airways il 19 maggio e successivamente ricevette il certificato di aeronavigabilità e il codice di registrazione OY-STL il 22 maggio. OY-STL aveva una configurazione di volo a lungo raggio, essendo dotato di serbatoi di carburante centrali. L'aereo era alimentato da due motori Pratt & Whitney JT8D-9. Era dotato di 109 posti, anche se il numero massimo di persone a bordo era di 116. L'aereo aveva accumulato 6.674 ore e 50 minuti di volo e 2.373 atterraggi al momento dell'incidente. L'ultimo controllo Yl (ogni 12-15 mesi) è stato eseguito da Finnair (in base a un contratto) il 5 giugno 1971. L'ultima revisione dell'aereo è stata eseguita l'8 febbraio 1972, quando l'aereo aveva effettuato 6.270 ore e 39 minuti di volo. Le ultime ispezioni tecniche A e B vennero eseguite un giorno prima dell'incidente del volo del 13 marzo 1972, prima della partenza da Copenaghen. L'ultimo controllo B è stato eseguito a Bombay lo stesso giorno.

## Il volo
Il volo 296 era stato noleggiato dalla compagnia turistica Tjaereborg Rejser per riportare a casa 106 europei dalle vacanze a Ceylon (l'attuale Sri Lanka). Il volo da Colombo a Copenaghen prevedeva delle soste per il rifornimento di carburante a Bombay, Dubai e Ankara. Durante la sosta ad Ankara era previsto anche un cambio dell'equipaggio. Il volo 296 partì da Colombo puntuale alle 17:20 ora locale per Bombay.
I 106 passeggeri provenivano da Danimarca, Finlandia, Norvegia, Svezia e Germania Ovest. L'equipaggio danese nel cockpit era composto dal capitano Ole Jorgensen, 35 anni, e dal primo ufficiale Jorgen Pedersen, 30 anni.
Alle 19:45 atterrò a Bombay. Ai passeggeri non è stato permesso di scendere dall'aereo durante lo scalo a Bombay. Dopo il rifornimento, il volo 296 partì alla volta della tappa successiva, Dubai, alle 21:20.
Secondo il piano di volo, il volo 296 da Bombay a Dubai doveva seguire il corridoio aereo R19 al livello di volo 310 (31.000 piedi (9.400 m; 9,4 km). La lunghezza del percorso era di 1.045 miglia nautiche (1.935 km; 1.203 mi) la maggior parte passava sul Mar Arabico, mentre il percorso era contrassegnato da 5 waypoint per i rapporti sulla posizione: SALMON, SEAHORSE, BLUE WHALE, DOLPHIN e SPEARFISH, situati a 292, 531, 706 e 854 miglia (185, 541, 983, 1308 e 1582 km) rispettivamente, da Bombay.
Alle 21:40, l'equipaggio del volo 296 informò il controllore di avvicinamento di Bombay che stavano superando il waypoint SALMON e che stavano passando dal livello di volo 250 (7,62 km) a 310. Alle 21:49 il controllore riferì che il volo stava raggiungendo il livello di volo 310. Alle 21:14 l'equipaggio riferì di aver superato il waypoint SEAHORSE. Alle 21:52, il controllore di Bombay ordinò all'equipaggio di cambiare frequenza radio. A partire dalle 21:47 i controllori ebbero problemi a comunicare con il volo 296, ma riuscirono a rimettersi in contatto alle 22:04. Il volo 296 superò il waypoint BLUE WHALE alle 22:49, da 3 a 6 minuti prima del previsto.
Il volo 296 riferì di aver superato il punto DOLPHIN alle 22:14 tramite un relè, un minuto prima del previsto da BLUE WHALE e già 10 minuti prima del previsto quando era in partenza da Bombay. Alle 21:25 l'equipaggio contattò la torre dell'aeroporto di Dubai e ricevette le informazioni sul tempo a Dubai. Alle 21:42 alla frequenza di 124,9 MHz, il volo 296 contattò il centro di controllo di Dubai e riferì del passaggio del waypoint SPEARFISH alle 21:42 al livello di volo 310, e l'orario di atterraggio stimato a Dubai era per le 22:10. Allo stesso tempo, al volo 296 fu ordinato di passare sotto il controllo dell'avvicinamento di Dubai. L'equipaggio venne informato che la direzione su di loro dal radiofaro D0 (VOR di Dubai) era di 084 e che la discesa dal livello di volo 310 sarebbe iniziata alle 21:55. Tuttavia alle 21:49, a 95 miglia (153 km) dall'aeroporto, l'equipaggio richiese di scendere in fretta. Il controllore di avvicinamento autorizzò il volo 296 a scendere al livello di volo 40 (4000 piedi o 1219 metri). Quindi il centro di controllo chiese ai piloti se desideravano seguire la rotta 084, immediatamente accettata. Il controllore fornì le istruzioni riguardo alla rotta. Poco prima delle 22:00 ora locale, il volo 296 iniziò l'avvicinamento a Dubai.

## L'incidente
Il tempo a Dubai era nuvoloso con temporali sparsi. Gli equipaggi di altri aerei segnalarono un cielo coperto con formazione di grandi cumuli sulla costa. L'equipaggio del volo BOAC 833 (anch'esso in volo per Dubai, sebbene partito da Calcutta) indicò che la costa era scarsamente visibile sul radar meteorologico a causa dei temporali, sebbene l'equipaggio del volo Sabena 352 (anche lui partito da Bombay ma diretto ad Atene), al contrario, riportò un cielo sereno.
Alle 21:50, l'equipaggio del volo 296 riferì di essere sceso dal livello di volo 310 al livello 40 e chiese quale pista prendere. Il controllore rispose che il vento soffiava a 045/6 nodi e che l'atterraggio poteva essere effettuato sia sulla pista 30 che sulla 12. L'equipaggio scelse la pista 30. Alle 21:56, l'equipaggio riferì di aver lasciato il livello di volo 135 e il controllore fornì istruzioni di mantenere i 2.000 piedi (610 m) rispetto al livello dell'aeroporto di Dubai (1.016 hPa) con un rapporto sull'occupazione di un'altitudine di 2.000 e sull'osservazione dell'aerodromo. L'equipaggio prese atto dell'informazione.
Per una migliore comunicazione l'equipaggio passò alla radio di riserva, ma poiché era silenziosa, le comunicazioni radio sul registratore di suoni della cabina di pilotaggio erano in cattive condizioni o inutilizzabili. Alle 22:01, il volo 296 contattò il controllore, ma questo non venne registrato sul CVR. Secondo la testimonianza del controllore, quando l'equipaggio chiese come funzionava la stazione di guida dell'aeroporto, il controllore rispose: "funziona normalmente". Inoltre il centralinista avvertì: "l'antenna della stazione radio ADF è stata ridotta in lunghezza a causa dell'estensione della pista e 'DO' non fornisce molta potenza. Utilizzare il VOR a 115,7 [MHz] o il localizzatore ILS a 110,1 [MHz]."
Subito dopo questa trasmissione, l'equipaggio inviò un altro messaggio. Alle 22:02:04 il controllore diede la seguente risposta: "296, Dubai, state scomparendo, ripetete, per favore." E alle 22:02:12 i piloti risposero: "296, Dubai, QNH Dubai 1016.5." Le trasmissioni dal volo 296 non furono registrate dal CVR. Alle 22:03:15, il controllore trasmise: "296, Dubai, prossimo campo di rapporto in vista", ma il controllore ritenne che il volo 296 non avesse sentito il suo messaggio. Alle 22:04, l'equipaggio comunicò via radio che il VOR non funzionava correttamente, al che il controllore trasmise alle 18:03:42: "296, Dubai, se l'indicazione VOR non è affidabile, selezionate l'ILS e sintonizzatevi [sulla] frequenza di 110,1 MHz. L'QDM è 300°, questo vi allineerà con la pista."
Viaggiando ad una velocità di 95 nodi (109 mph; 176 km/h), con una rotta di 285° l'aereo discese ad una velocità verticale di circa 800 piedi (240 m) al minuto, ed era già sceso a 1.400 piedi (430 m) quando l'equipaggio vide le montagne proprio sul suo percorso. La potenza dei motori fu aumentata e l'aereo iniziò a salire con una velocità verticale di 600 piedi (180 m) –700 piedi (210 m) piedi al minuto (3–3,6 m/s). 10 secondi dopo, alle 22:04 ora locale, l'aereo, ad un'altitudine di 1.600 piedi (490 m), a 50 miglia dall'aeroporto di Dubai e 10 miglia a nord della continuazione dell'asse longitudinale della pista 30 ad una velocità di 190 nodi (220 mph; 350 km/h), colpì con l'ala sinistra un crinale montuoso. L'impatto spezzò l'ala, mentre l'aereo sfrecciò incontrollato per altri 869 piedi (265 m) prima di colpire poco sotto la cima della cresta successiva.
I residenti locali affermarono che in quel momento stava piovendo. Diversi abitanti di Kalba stavano scavando un fossato attorno a una capanna per deviare l'acqua piovana, quando alle 22:00 ora locale un aereo sorvolò la città a bassa quota. Uno dei residenti disse che l'aereo volava così basso che le luci di navigazione si vedevano molto chiaramente. Poco dopo si vide un'esplosione. Gli abitanti salirono su una Land Rover e cercarono di raggiungere il luogo dell'incidente, ma il veicolo rimase bloccato nel fango. Anche gli abitanti del vicino insediamento di Al-Heilruen sentirono l'esplosione, ma pensarono che si trattasse di un tuono.
Alle 22:10, gli spedizionieri a Dubai informarono il Bahrein della perdita delle comunicazioni con il volo 296. Non si riuscì a contattare il Caravelle, alle 22:40 venne dichiarata un'emergenza ed iniziarono le ricerche. La mattina successiva, il relitto dell'aereo fu scoperto tra le montagne di Sharjah, a 50 miglia (80 km) dall'aeroporto di Dubai e 12 miglia (19 km) a ovest di Kalba a 25°04′06″N 56° 13′48 ″ E. Non trovarono alcun sopravvissuto tra i 106 passeggeri e i 6 membri dell'equipaggio.

## La causa
Dall'indagine è emerso che i piloti scesero al di sotto dell'altitudine minima prescritta. Ciò è dovuto ad informazioni errate sul piano di volo obsoleto e/o ad un'errata lettura del radar meteorologico che indusse i piloti a credere di essere più vicini a Dubai di quanto non fossero in realtà.

## Nazionalità degli occupanti
A bordo erano presenti 74 danesi (di cui 6 erano membri dell'equipaggio), 20 svedesi, 12 norvegesi, 4 finlandesi e 2 tedeschi dell'Ovest.